# 杨芮
楊芮（1981年—），中国作家、主持人，北京大学传播学硕士、加拿大多伦多大学教育学硕士。北京大学上海校友理事会理事；曾任新东方教育科技集团教学总监；2006年中国上海文广新闻传媒集团 “明日之星”主持人大赛全国总冠军；前上海广播电视台（SMG）主持人；上海作家协会会员。
作为新东方教育科技集团首批“全国十大演讲师”，先后在上海外国语大学、同济大学、中国矿业大学、福州大学、青岛大学、南昌大学、山东大学、武汉理工大学、合肥工业大学、安徽师范大学、河北科技大学、江南大学、江苏大学、黄山学院、衢州学院等高等院校做专题演讲。
曾先后在中国新闻社、天津《今晚报》、加拿大《加中时报》、上海《天周刊》、南昌《南昌日报》“百花洲”副刊等多家报刊及媒体担任专栏作者。
2014年10月，翻译英国知名戏剧大师提姆·克劳奇代表作《等到深夜又如何》，该作品在北京人艺、上海大剧院等多地巡演。
2014年12月，获中国上海“第一财经”（CBN）“中国中坚力量”人物评选之“年度菁英代表”称号；
2015年夏，受邀担任中国浙江卫视《中国好声音》“鸟巢冲刺夜”音乐人评委之一。

## 出版作品
- 《错过了，想念了》（杨芮十年作品集）（百花洲文艺出版社）[10]
- 《给理想加点糖》（访谈录）（大连理工大学出版社）[11]
- 《别碰，这是我的高中》（心灵励志）（浙江大学出版社）[12]
- 《YUP 英语入门跟我学》（英语趣味学习）（中国致公出版社）[13]
- 《青春电影志》（作品收录）（重庆出版社）[14]
- 《挣脱生命的束缚》（作品收录）（群言出版社）[15]
- 《K客之王》（作品收录）（上海锦绣文章出版社）[16]